# Metrikus tenzor
Más néven mértéktenzor. A matematikában a metrikus tenzort metrikus tereken értelmezzük, és a távolságok meghatározását teszi lehetővé. A fizikában az általános relativitáselméletben fordul elő, mint a téridő szerkezetét leíró mennyiség. Ezért a metrikus tenzor meghatározza a gravitációs kölcsönhatást is.

## Definíciója
Legyen A affin tér a valós V eltolásvektortérrel! Ekkor g metrikus tenzor A fölött, ha A-t a V fölötti skalárszorzatok terébe képezi, azaz minden {\displaystyle P\in A} pontra
{\displaystyle g(P):V\times V\to \mathbb {R} }
szimmetrikus, pozitív definit bilineáris forma.
A metrika és a pszeudometrika analógiájára néha megengedik, hogy egyes pontokban, vagy mindenütt pozitív szemidefinit legyen. Ezzel pszeudometrikus tenzorokhoz jutnak.
Vagyis a pozitív definitség követelménye:
{\displaystyle g(P)\left({\vec {x}},\,{\vec {x}}\right)>0} minden {\displaystyle 0\neq {\vec {x}}\in V}-re
helyett megelégszenek a pozitív szemidefinitség követelményével:
{\displaystyle g(P)\left({\vec {x}},\,{\vec {x}}\right)\geq 0} minden {\displaystyle {\vec {x}}\in V}-re
A metrikus tenzor egy {\displaystyle P\in A} ponttól függő távolságot definiál a V vektorok terén:
{\displaystyle \|{\vec {x}}\|_{P}={\sqrt {g(P)\left({\vec {x}},\,{\vec {x}}\right)}}}
Az euklideszi skalárszorzathoz hasonlóan a {\displaystyle {\vec {x}},{\vec {y}}\in V} vektorok {\displaystyle \vartheta \in [0,\pi ]} szöge a {\displaystyle P\in A} pontban:
{\displaystyle \cos(\vartheta )={\frac {g(P)({\vec {x}},{\vec {y}})}{{\sqrt {g(P)({\vec {x}},{\vec {x}})}}\,{\sqrt {g(P)({\vec {y}},{\vec {y}})}}}}}

## Tulajdonságai
- másodrendű szimmetrikus tenzor
- determinánsa különböző nullától (tehát nem szinguláris)
- kovariáns deriváltja nulla

Az invariáns távolságnégyzet kiszámítása: {\displaystyle ds^{2}=g_{ab}\ dx^{a}\ dx^{b}}

## Ábrázolása koordinátákkal
Koordináta-rendszert választva a V vektortérben, és a koordinátavektorokat rendre {\displaystyle (e_{i})}-vel jelölve a g metrikus tenzor felírható a {\displaystyle g_{ij}(P)=g(P)(e_{i},e_{j})} alakban. Az Einstein-féle összegzési konvenció szerint ekkor az {\displaystyle {\vec {x}}=x^{i}{\vec {e}}_{i}} és az {\displaystyle {\vec {y}}=y^{i}{\vec {e}}_{i}} vektorokra
{\displaystyle g(P)\left({\vec {x}},\,{\vec {y}}\right)=g_{ij}(P)\,x^{i}\,y^{j}}.
A kategóriaelmélet fogalmai szerint a metrikus tenzor, illetve koordinátákkal való ábrázolása kovariáns, mivel az {\displaystyle \varphi :(A,V)\to (B,W)} injektív affin lineáris leképezések a (B,W) fölötti metrikus tenzorokat természetes módon (A,V) fölötti metrikus tenzorokba viszik:
{\displaystyle (\varphi ^{*}g)(P)({\vec {x}},{\vec {y}})=g{\bigl (}\varphi (P){\bigr )}{\Bigl (}\varphi _{*}({\vec {x}}),\varphi _{*}({\vec {x}}){\Bigr )}}.
A fizikai alkalmazások szerint a metrikus tenzor, illetve koordinátákkal való ábrázolása kontravariáns, mert koordinátái a koordináta-rendszer transzformációjakor ugyanúgy transzformálódnak, mint a bázis.
Ha a koordináta-rendszer transzformációját a
{\displaystyle x^{k}=A^{k}{}_{i}\;{\tilde {x}}^{i}} illetve {\displaystyle {\tilde {x}}^{i}=(A^{-1})^{i}{}_{k}\;x^{k}}
képletek írják le, akkor a bázisvektorok így transzformálódnak:
{\displaystyle {\tilde {e}}_{i}=A^{k}{}_{i}\;e_{k}=(A^{T})_{i}{}^{k}\;e_{k}}
és a metrikus tenzor transzformációja:
{\displaystyle {\tilde {g}}_{ij}=g({\tilde {e}}_{i},\,{\tilde {e}}_{j})=(A^{T})_{i}{}^{k}\,(A^{T})_{j}{}^{l}\;g_{k,l}.}

## Görbék hossza
Ha {\displaystyle \gamma :[a,b]\to A} differenciálható görbe az A affin térben, akkor minden t pontban van érintője:
{\displaystyle {\vec {x}}(t)={\dot {\gamma }}(t)={\frac {\mathrm {d} }{\mathrm {d} t}}\gamma (t)}.
A görbe, vagy görbeszegmens hossza a metrikus tenzorral számítható:
{\displaystyle L_{[a,b]}(\gamma )=\int \limits _{a}^{b}{\sqrt {g{\bigl (}\gamma (t){\bigr )}{\Bigl (}\,{\vec {x}}(t),\,{\vec {x}}(t)\,{\Bigr )}}}\,\mathrm {d} t=\int \limits _{a}^{b}\|{\dot {\gamma }}(t)\|_{\gamma (t)}\,\mathrm {d} t}
A {\displaystyle \mathrm {d} s^{2}=g_{ij}\mathrm {d} x^{i}\mathrm {d} x^{j}} kifejezést ívelemnégyzetnek nevezzük.
A láncszabály szerint
{\displaystyle \mathrm {d} s^{2}=g_{ij}{\frac {\mathrm {d} x^{i}}{\mathrm {d} t}}{\frac {\mathrm {d} x^{j}}{\mathrm {d} t}}\mathrm {d} t^{2}},
ahol ds a fenti, ívhossz kiszámítását célzó integrált jelenti.

## Indukált metrikus tenzor
Legyen A Riemann-sokaság, adva legyen benne a {\displaystyle (g_{ij})} metrika, és adva legyen egy részsokaság a {\displaystyle q^{i}=q^{i}(t^{1},t^{2},...,t^{p})} ({\displaystyle i=1,\dots ,n}) paraméterekkel! Tekintsük ebben a részsokaságban a
{\displaystyle t^{\alpha }=t^{\alpha }(t),\quad (a\leq t\leq b),\ (\alpha =1,\dots ,p)} görbét!
Ekkor e görbe ívhossza:
{\displaystyle s=\int \limits _{a}^{b}{\sqrt {g_{ij}{\frac {\mathrm {d} q^{i}}{\mathrm {d} t}}{\frac {\mathrm {d} q^{j}}{\mathrm {d} t}}}}\mathrm {d} t=\int \limits _{a}^{b}{\sqrt {g_{ij}{\frac {\partial q^{i}}{\partial t^{\alpha }}}{\frac {\mathrm {d} t^{\alpha }}{\mathrm {d} t}}{\frac {\partial q^{j}}{\partial t^{\beta }}}{\frac {\mathrm {d} t^{\beta }}{\mathrm {d} t}}}}\mathrm {d} t=\int \limits _{a}^{b}{\sqrt {g_{ij}{\frac {\partial q^{i}}{\partial t^{\alpha }}}{\frac {\partial q^{j}}{\partial t^{\beta }}}{\frac {\mathrm {d} t^{\alpha }}{\mathrm {d} t}}{\frac {\mathrm {d} t^{\beta }}{\mathrm {d} t}}}}\mathrm {d} t}
ahol
{\displaystyle a_{\alpha \beta }:=g_{ij}{\frac {\partial q^{i}}{\partial t^{\alpha }}}{\frac {\partial q^{j}}{\partial t^{\beta }}}} indukált mértéktenzor.
Ezzel számolva az ívhossz:
{\displaystyle s=\int \limits _{a}^{b}{\sqrt {a_{\alpha \beta }{\frac {\mathrm {d} t^{\alpha }}{\mathrm {d} t}}{\frac {\mathrm {d} t^{\beta }}{\mathrm {d} t}}}}\mathrm {d} t}.

## Példák
- a gömbfelszín metrikus tenzora:
{\displaystyle g={\begin{pmatrix}r^{2}&0\\0&r^{2}\sin ^{2}\theta \end{pmatrix}}}
- a Minkowski-téridő metrikus tenzora:
{\displaystyle g={\begin{pmatrix}1&0&0&0\\0&-1&0&0\\0&0&-1&0\\0&0&0&-1\end{pmatrix}}}
- a gömbszimmetrikus (Schwarzschild) téridő metrikus tenzora, ahol {\displaystyle r_{s}} a Schwarzschild-sugár:
{\displaystyle g={\begin{pmatrix}1-{\frac {r_{s}}{r}}&0&0&0\\0&-{\frac {1}{1-{\frac {r_{s}}{r}}}}&0&0\\0&0&-r^{2}&0\\0&0&0&-r^{2}\sin ^{2}\theta \end{pmatrix}}}